# Ittys multiciliatus
Ittys multiciliatus är en stekelart som beskrevs av Lou och Wang 2001. Ittys multiciliatus ingår i släktet Ittys och familjen hårstrimsteklar. Inga underarter finns listade i Catalogue of Life.